# Gamasomorpha testudinella
Gamasomorpha testudinella är en spindelart som beskrevs av Lucien Berland 1914. Gamasomorpha testudinella ingår i släktet Gamasomorpha och familjen dansspindlar. Inga underarter finns listade i Catalogue of Life.